# Koh Rong
Koh Rong (también conocida alternativamente como Kaôh Rōng) es la segunda isla más grande de Camboya. Situada en la provincia de Koh Kong a unos 25 kilómetros de la costa de la Sihanoukville en el Golfo de Tailandia, la isla tiene una superficie de aproximadamente 78 km². En la actualidad, hay cuatro pequeños pueblos: Koh Tuich, Dam Dkeuw, Prek Svay y Soksan
Koh Rong es un lugar ideal para explorar, porque la isla es aún casi desierta, sin desarrollar y con un estado natural. El viaje a Koh Rong toma dos horas o más desde el continente, desde Sihanoukville, Camboya.